# The End of the Affair (película de 1999)
The End of the Affair (El fin del romance, en España, y El ocaso de un amor, en Hispanoamérica) es una película británica-estadounidense dramática de 1999, escrita y dirigida por Neil Jordan y protagonizada por Julianne Moore, Ralph Fiennes y Stephen Rea. La película expone una dramática historia sobre el amor, la infidelidad y la fe en sentido amplio, tanto para encontrar la felicidad de uno mismo como para creer en una fuerza superior.
Julianne Moore obtuvo varias nominaciones en la categoría de «Mejor actriz» en premios como los BAFTA, los Globos de Oro y los Óscar. Por otro lado, la película también fue nominada al Globo de Oro como «Mejor película en drama», «Mejor director» y «Mejor partitura».

## Sinopsis
La historia se desarrolla en el año 1946, en un período de guerra donde el escritor Maurice Brendix (interpretado por Ralph Fiennes) conoce a Henry Miles (Stephen Rea) y a su bella e infeliz esposa Sarah (Julianne Moore). La historia surge dos años después de que Maurice tuviera un amorío con Sarah y trata las situaciones que ocurrieron con el paso del tiempo, por lo que la película carece de un orden cronológico.

## Trama
El novelista Maurice Bendrix narra la película cuando comienza un libro con la línea "Este es un diario de odio".
En una lluviosa noche londinense de 1946, Maurice Bendrix tiene la oportunidad de reunirse con Henry Miles, esposo de la ex amante de Maurice, Sarah, quien terminó abruptamente su romance dos años antes. La obsesión de Bendrix con Sarah se reaviva: sucumbe a sus propios celos y se abre camino de regreso a su vida.
A medida que se desarrolla la historia en 1946, también vemos flashbacks de Bendrix con Sarah cuando comenzaron su aventura durante la Segunda Guerra Mundial . Henry le dice a Bendrix que cree que Sarah está teniendo una aventura, por lo que Bendrix contrata al torpe pero afable Sr. Parkis, quien usa a su hijo Lance para investigar. Sarah le pide a Bendrix que se reúnan para hablar sobre Henry y la fría vacilación de su interacción se contrasta con la pasión de sus encuentros anteriores.
Bendrix se entera de Parkis que Sarah ha estado visitando regularmente a un sacerdote llamado Padre Richard Smythe bajo el disfraz de visitas falsas al dentista y él se pone cada vez más celoso. Los flashbacks muestran a Bendrix expresando celos de Henry y pidiéndole a Sarah que lo deje.
Aunque Sarah y Bendrix se expresan amor, la aventura termina abruptamente cuando una bomba voladora V-1 explota cerca del edificio de Bendrix mientras él está en el pasillo. Bendrix cae por una escalera y se despierta más tarde, ensangrentado pero no herido de gravedad. Él sube las escaleras, donde Sarah se sorprende de que esté vivo. Bendrix acusa a Sarah de estar decepcionada de que él sobreviviera y ella se va, diciéndole "El amor no termina, solo porque no nos vemos".
En 1946, Parkis obtiene el diario de Sarah y se lo pasa a Bendrix; muestra el asunto desde su perspectiva. Después de que Bendrix es herido por la bomba, Sarah baja corriendo las escaleras y lo encuentra quieto y sin respirar. Después de intentar revivirlo, vuelve corriendo al piso de arriba y comienza a orar por la vida de Bendrix. Justo cuando le dice a Dios que dejará de ver a Bendrix si lo traen de regreso, Bendrix entra en la habitación.
Ahora que sabe por qué Sarah terminó la aventura, Bendrix sigue a Sarah y le ruega que lo reconsidere. Sarah le dice a Bendrix que se ha sentido muerta sin él y que ya no puede cumplir su "promesa" a Dios. Henry, que ha descubierto que Bendrix era el amante de Sarah, le pide desesperadamente a Sarah que no lo deje, pero, con más persuasión de Bendrix, Sarah acepta irse con él durante un fin de semana. Henry rastrea a la pareja para decirles que Sarah tiene una enfermedad terminal.
Bendrix se queda con Henry y Sarah durante sus últimos días y en su funeral, Parkis le dice a Bendrix que un encuentro casual con Sarah curó a su hijo de su marca de nacimiento. En la casa de Henry y Sarah, Bendrix completa su libro y se revela que su diario de odio está dirigido a Dios. Si bien Sarah no necesita ver a Dios para amarlo, Bendrix ora para que Dios lo deje en paz, reconociendo finalmente su existencia.

## Reparto
- Ralph Fiennes como Maurice Bendrix.
- Stephen Rea como Henry Miles.
- Julianne Moore como Sarah Miles.
- Heather-Jay Jones como la criada de Henry.
- James Bolam como el Sr. Savage
- Ian Hart como el Sr. Parkis
- Sam Bould como Lance Parkis.
- Cyril Shaps como Waiter.
- Penny Morrell como la casera de Bendrix.
- Simon Fisher Turner como el Doctor Gilbert.
- Jason Isaacs como Richard Smythe.
- Deborah Findlay como la señorita Smythe.

## Producción
Miranda Richardson y Kristin Scott Thomas fueron consideradas en un principio para el papel de Sarah Miles.